# Chusquea linearis
Chusquea linearis là một loài thực vật có hoa trong họ Hòa thảo. Loài này được N.E.Br. mô tả khoa học đầu tiên năm 1901.